# Przejazdowo (gmina)
Przejazdowo (do 1954 Wiślinka) – dawna gmina wiejska istniejąca w latach 1973–1976 w woj. gdańskim (dzisiejsze woj. pomorskie). Siedzibą władz gminy było Przejazdowo.
Gmina Przejazdowo została utworzona 1 stycznia 1973 w powiecie gdańskim w woj. gdańskim. 1 czerwca 1975 gmina weszła w skład nowo utworzonego (mniejszego) woj. gdańskiego.
15 stycznia 1976 gmina została zniesiona, a jej tereny włączone do gmin:
- Cedry Wielkie (obszary sołectw: Koszwały, Wocławy i Trzcinisko),
- Pruszcz Gdański (obszary sołectw: Bogatka, Bystra, Dziewięć Włók, Krępiec, Lędowo, Mokry Dwór, Przejazdowo, Wiślina i Wiślinka).